# Jean Dorat
Jean Dorat eller Daurat, född 3 april 1508, död 1 november 1588, var en fransk lärd.
Som professor i grekiska utövade Dorat stort inflytande på studenterna och inspirerade några av dem att bilda den litterära sammanslutningen la Pléiade, i vilken han själv upptogs. Dorat författade även lärda dikter på grekiska, latin och franska.